# Panicarola
Panicarola is een frazione van de gemeente Castiglione del Lago, provincie Perugia in Umbrië, Italië. Panicarol ligt op een hoogte van 269 meter en had in 2001 760 inwoners. 